# Bolig
El bolig (Anacyclus valentinus) és una espècie d'asteràcia mediterrània.

## Etimologia
- Anacyclus: mot grec format per ἀ- (sense) i κύκλος (cercle, anell). No consta cap text en què Linné explicara el perquè d'aquest nom, però es creu que és degut al fet que les flors externes presenten sovint lígules inconspícues ocultes totalment o parcial per les bràctees de l'involucre.[2]
- valentinus: mot llatí que designa la procedència de València.[3]

## Noms vernacles
herba de boligs (C), anacicle valencià (C), boligs, bolits (C), bolitx (PV), botonets (PV), botons (C), margarida borda (C), margarides bordes (C), marieta (C), moixino bord (PV), panigroc (C), panigroc valencià i ull de bou (C).

## Hàbitat i distribució
El bolig habita en terrenys antropogènics, com ara vores de camins, carreteres, vies fèrries, marges de cultius, rodalia de poblacions, solars, arenals costaners, dunes, marges de rius, rambles, llocs alterats i herbassars nitròfils secs. Des del nivell del mar fins a 800-1000 m d'altura.
Presenta una distribució mediterrània occidental, principalment a l'est de la península Ibèrica i en el nord d'Àfrica, esporàdica en la costa mediterrània francesa. Molt abundant a les zones costaneres mediterrànies i a la vall de l'Ebre.

## Descripció
Teròfit amb tiges de 10 a 80 cm, lleugerament estriades, erectes, ramificades des de la base o en la meitat superior, glabrescents en la base, a vegades pubescents en la meitat superior, amb pèls simples fins de 1,5 mm i glàndules biseriades, generalment de color groc pallós, a vegades tenyits de porpra en la meitat inferior.
Les fulles són de 0,6-9 x 0,2-3 cm, generalment obovades o obovado-el·líptiques, a vegades ovades o linears les superiors, 2-3 pinnatisectes, amb segments d'últim ordre de 0,3-11 x 0,3-1,3 mm, el·líptics o el·líptic-lanceolats, generalment mucronats, algunes pectinades en la base, pubescents o glabrescents, amb l'indument semblant al de la tija.
Els capítols 1-80, d'1,2-2 cm de diàmetre, heterògams, disciformes (flors ligulades inconspícues), persistents després de la fructificació. Els peduncles de 2-8,5 cm, estan engrossits en la fructificació, fins a 3,75 mm de diàmetre en la part apical, fistulosos, amb l'indument paregut al de la tija, de vegades més abundant. L'involucre de 0,6-1,7 cm i hemisfèric. Les bràctees en 2 o 4 sèries, les externes de 3,7-6,5 x 1-2,5 mm, el·líptic-triangulars, el·líptic-linears o ovado-linears, les internes de 4,5-8 x 1,5-3,2 mm, el·líptiques, el·líptic-rectangulars o obovado-rectangulars, estretament escariós-hialines en el marge, de vegades amb una línia marró o negrosa en part o en tot el seu contorn, amb l'indument semblant al de la tija en la cara abaxial, i més escàs o nul en les internes, glabres en la cara adaxial, amb l'àpex agut o obtús i irregular. El receptacle lleugerament convex en la floració i hemisfèric en la fructificació. Les pàlees externes són de 3,5-6,5 x 1,5-3 mm, el·líptiques, obovado-romboidals o espatulades, glabres o amb pèls simples en la part superior, a vegades quillades, de marge escariós, mentre que les internes són de 3,2-5 x 1-3 mm, paregudes a les externes, de vegades abruptament eixamplades en els 2/3 superiors i amb l'àpex aristat. Hi ha unes 1-14 flors femenines per capítol, ocultes totalment o parcialment per les bràctees involucrals internes. Els limbes són de 0,2-3,5 x 0,2-1,7 mm, el·líptics, blancs o grocs. El tub mesura 1-4 mm. Els flòsculs hermafrodites tenen 3-5 mm, són grocs i presenten 2 protuberàncies apicals en els lòbuls interns fins a 1,8 mm, a vegades inconspicus, d'uns 0,25 mm.
Els aquenis externs són de 2,5-5,5 x 1,7-5 mm, obovats, comprimits dorsiventralment, alats (ales escarioses de 0,5-2,5) mm d'amplària, eixamplades cap a l'àpex, mentre que els interns són de 1,5-2,5 x 0,7-1,7 mm, obovats, subròmbics en secció transversal, sense ales o amb ales reduïdes a un estret marge escariós. El vil·là en semicorona apical escariosa, de marge irregularment dentat, a vegades inconspícua o nul·la en els aquenis interns.
Floreix de març a setembre.
A diferència d'espècies pròximes, el bolig no té lígules aparents. Semblant a A. clavatus i A. radiatus, difereix pels capítols sense lígules i pels aquenis externs amb aurícules divergents a la part superior de les ales.

## Usos
Els brots joves es poden recol·lectat per al seu consum.

## Galeria

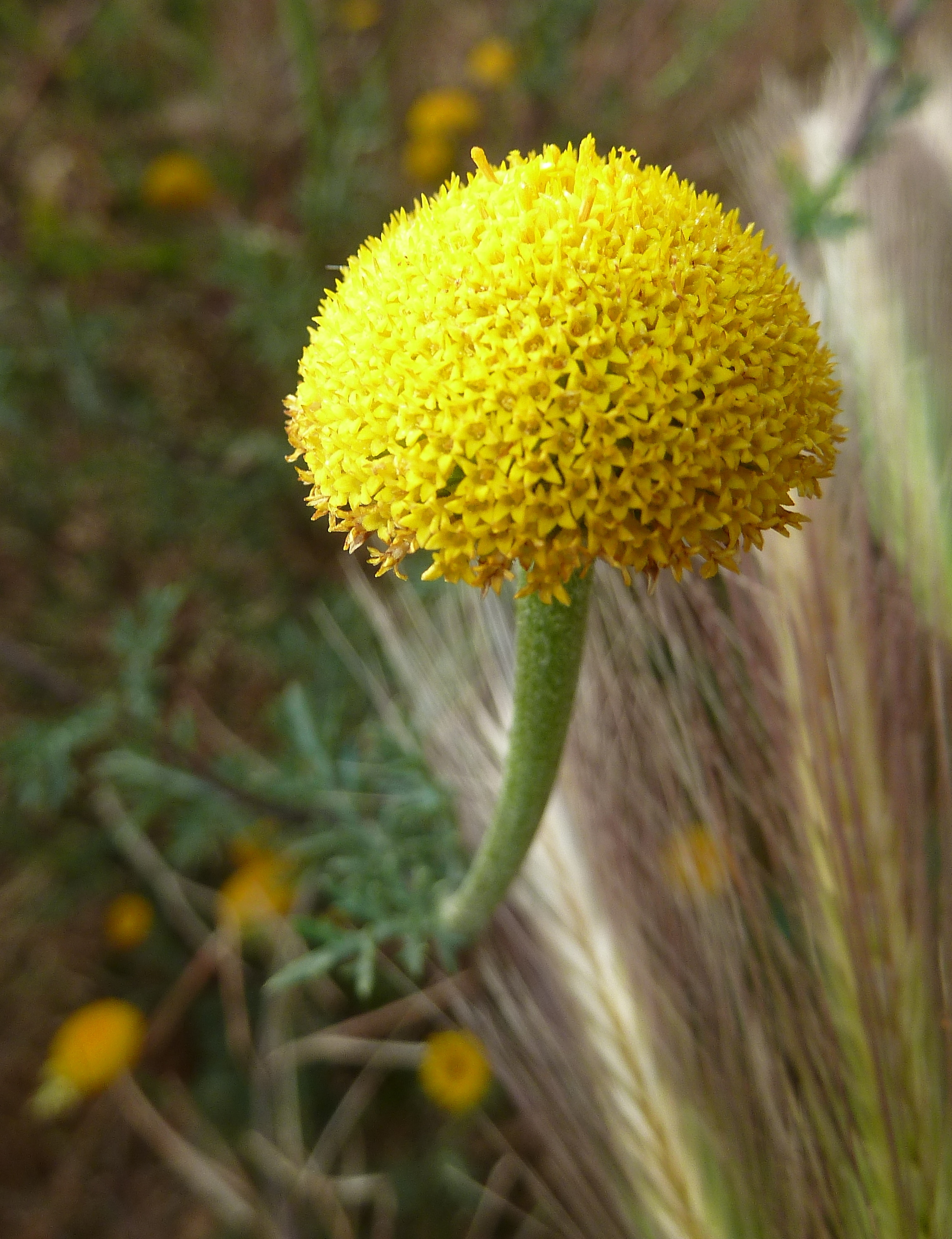
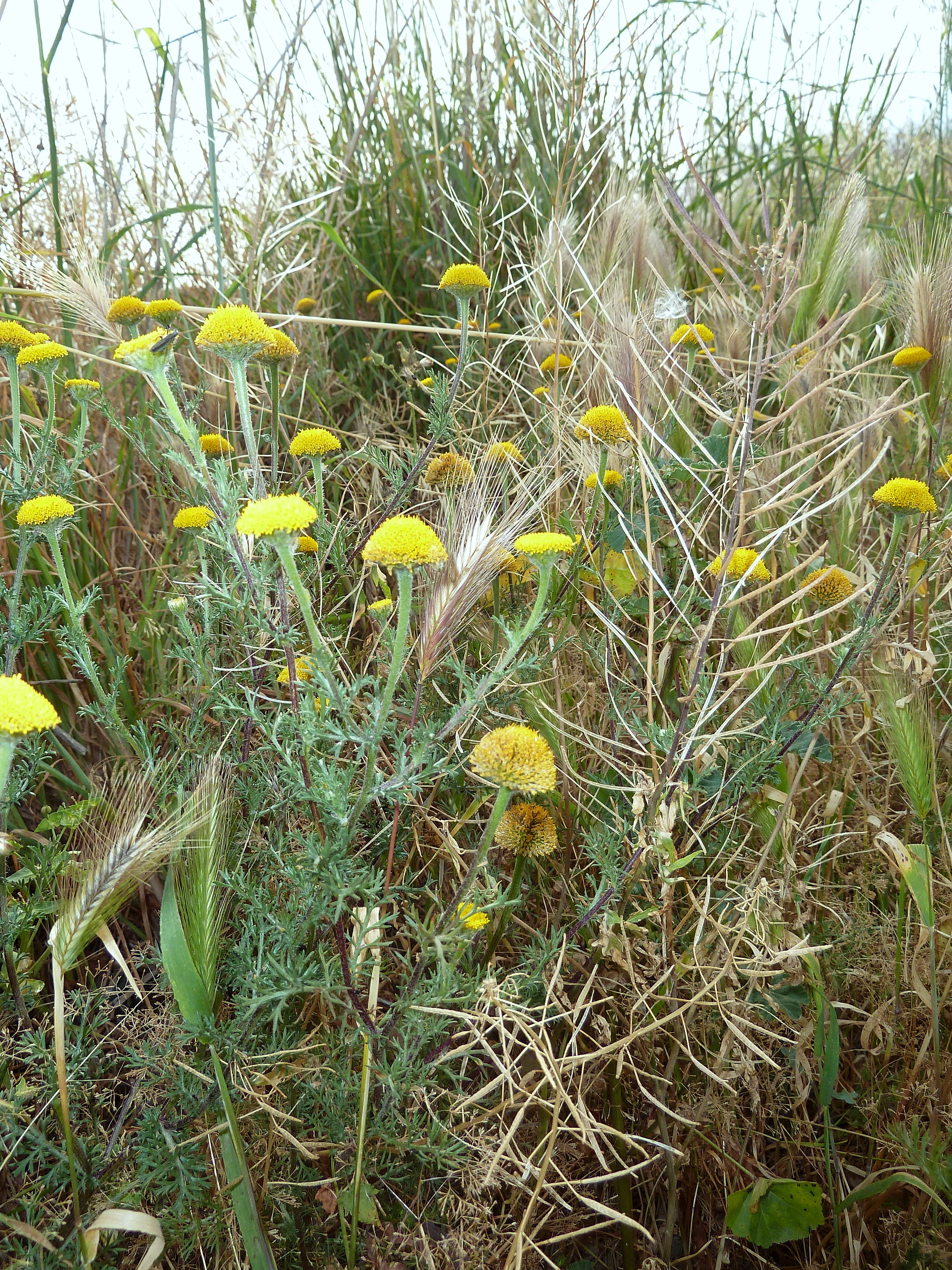
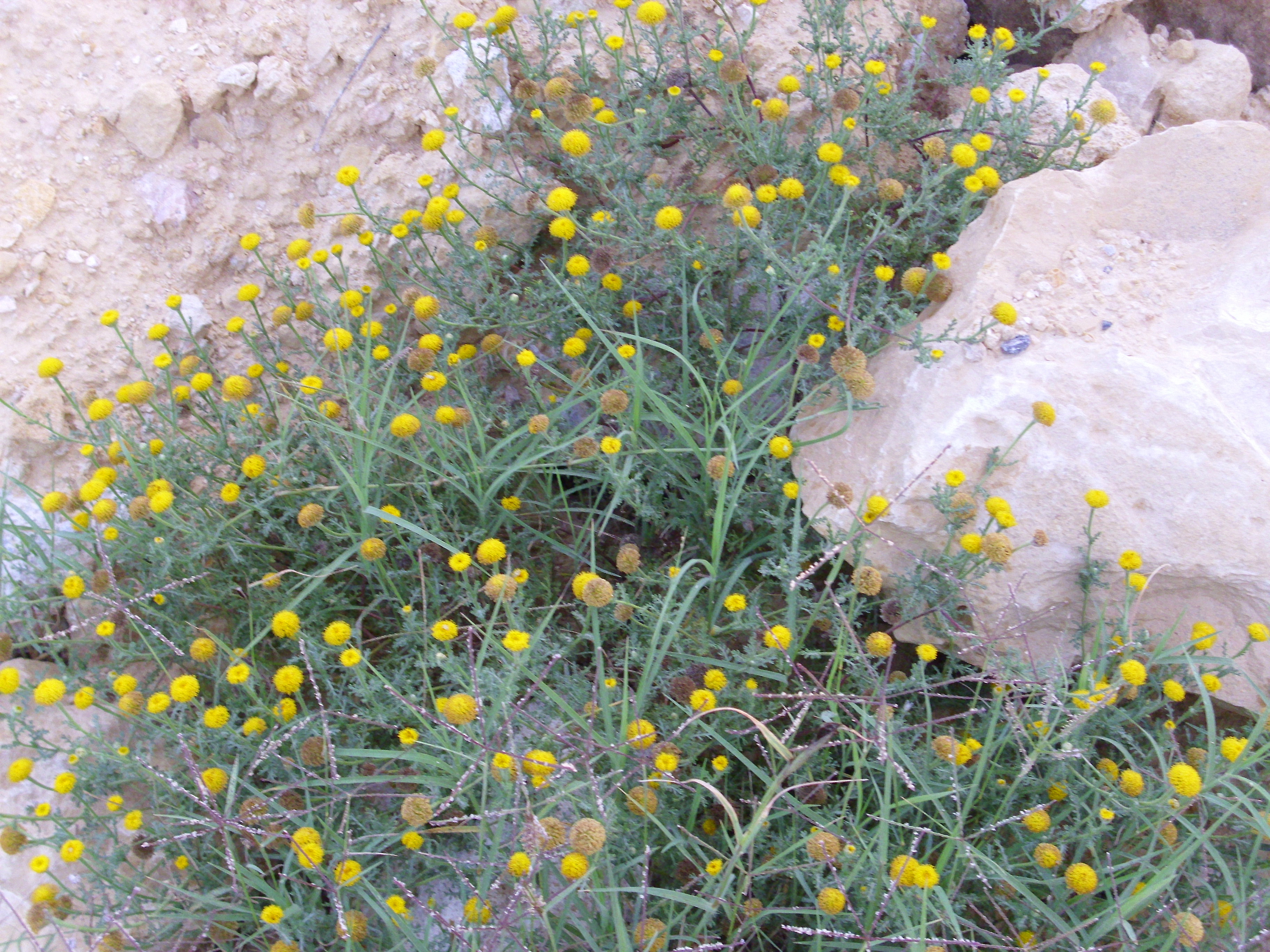
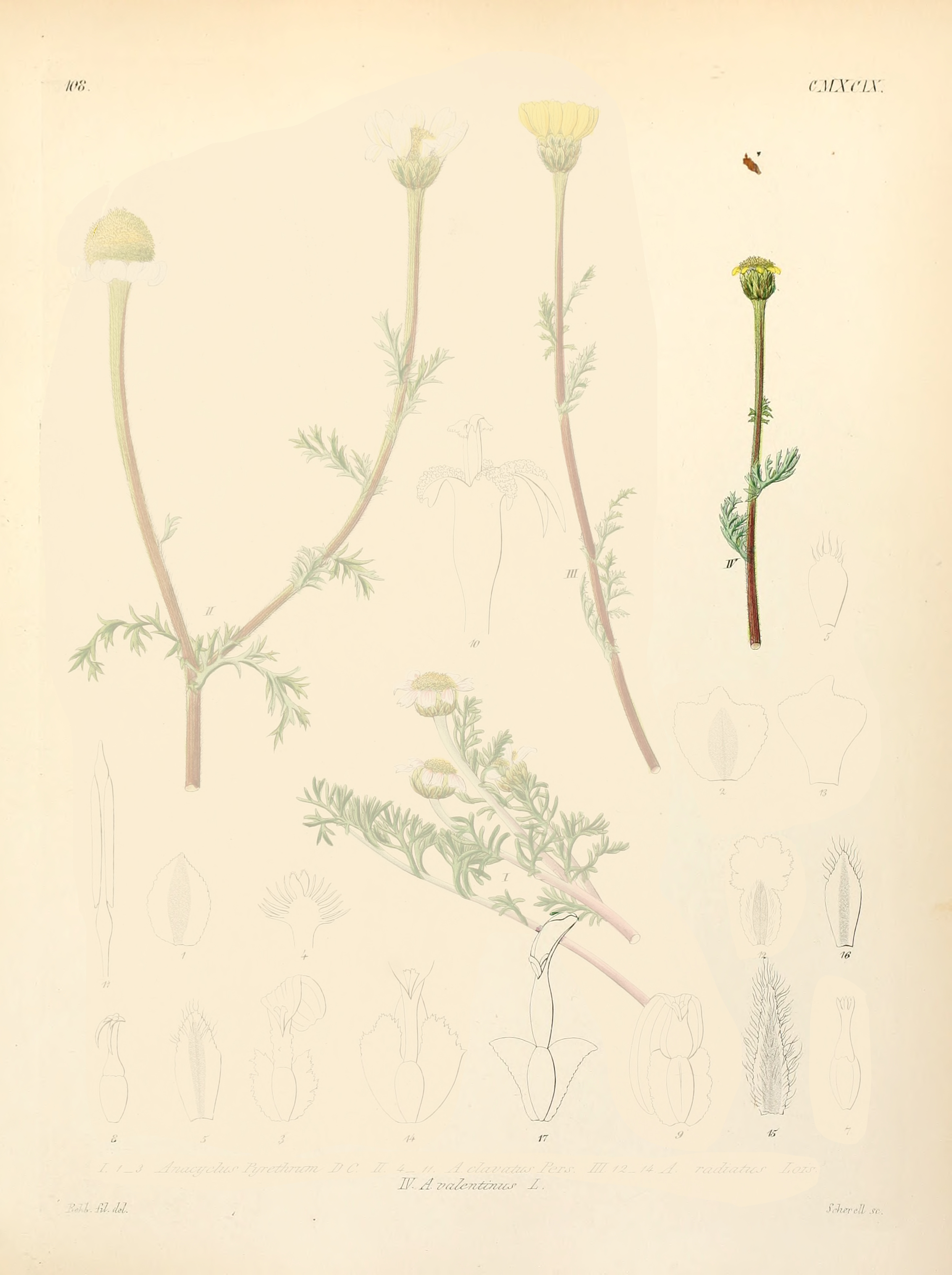